# Johann Nikolaus von Wilmowsky

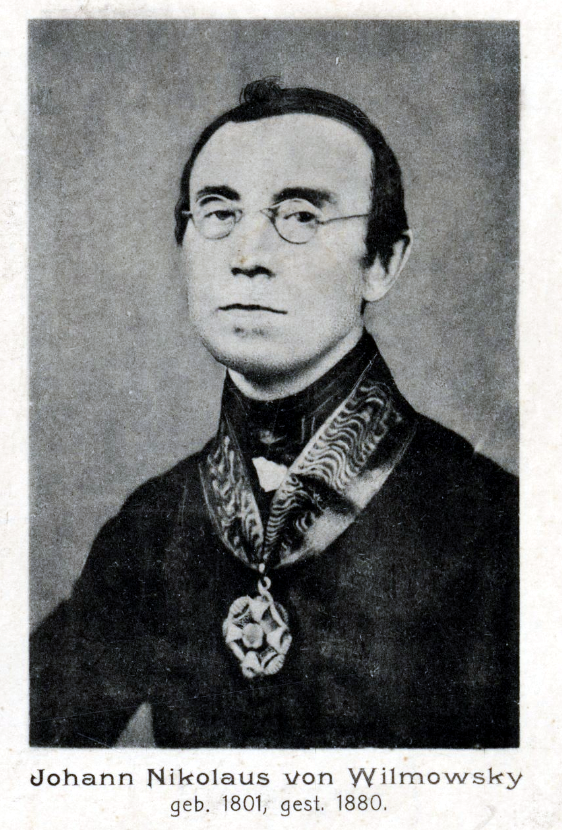
Johann Nikolaus von Wilmowsky

Johann Nikolaus von Wilmowsky (* 3. Januar 1801 in Pardubice, Böhmen; † 19. März 1880 in Trier) war ein deutscher Domkapitular, Archäologe und Historiker im Bistum Trier.

## Leben und Wirken
Johann Nikolaus von Wilmowsky war der Sohn des Kurtrierer Ingenieuroffiziers Ignaz von Wilmowsky und dessen Ehefrau Gertrud geb. Willmer. Zur Zeit seiner Geburt stand der Vater, nach Eroberung der Festung Ehrenbreitstein durch die Franzosen, in österreichischen Diensten. Später kehrte die Familie an den Rhein zurück, wo der Vater in die Streitkräfte des Herzogtums Nassau eintrat.
Johann Nikolaus von Wilmowsky besuchte ab 1819 das Gymnasium in Koblenz, danach die Universität Bonn und wurde am 13. November 1824 in Speyer zum Priester geweiht.
Zunächst Kaplan in Niederberg, berief man ihn schon 1825 als Sekretär ins Bischöfliche Generalvikariat Trier. 1828 ging Wilmowsky für ein Jahr auf Studienreisen in Mitteleuropa, danach amtierte er von 1829 bis 1842 als Pfarrer von Saarburg.
Am 10. November 1842 ernannte ihn Bischof Wilhelm Arnoldi zum Trierer Domkapitular und beauftragte ihn mit der Renovierung des Domkreuzganges. So entwickelte sich der Geistliche bald zu einem Fachmann auf dem Gebiet der Geschichtsforschung und Archäologie. Domkapitular Wilmowsky trug alles zusammen, was er bei seinen Arbeiten fand und schuf so im romanischen Saal des Kreuzgangs den Anfang des späteren Diözesanmuseums. Mehrere frühe Bischofsgräber wurden von ihm geöffnet und untersucht. Er war Präsident der Gesellschaft für nützliche Forschungen zu Trier.
Johann Nikolaus von Wilmowsky publizierte zahlreiche Schriften, etwa über seine Ausgrabungen in der römischen Villa in Nennig, über die Villa in Euren, sowie vor allem über den Trierer Dom und die dortigen Bischofsgräber. Dank einer großen zeichnerischen Begabung konnte er genaue Aufnahmen der Funde und Befunde anfertigen, die als aufwendige Lithographien vervielfältigt wurden. Eine Kontroverse entwickelte sich über die Ausgrabung der römischen Villa in Nennig, wo der Grabungsleiter eine angeblich gefundene Inschrift gefälscht hatte. Wilmowsky verteidigte die Echtheit dieser Inschrift noch lange und veröffentlichte mehrere erbitterte Verteidigungsschriften zumal er wissenschaftliche Kritik als persönlichen Angriff empfand, auf den er entsprechend heftig reagierte. Letztlich ergaben Stellungnahmen bedeutender Fachleute, dass es sich tatsächlich um eine Fälschung handelte und Wilmowsky musste einsehen, Opfer der kriminellen Energie des Grabungsleiters geworden zu sein.
Besondere Bekanntheit erlangte Wilmowsky durch die Veröffentlichung seiner Beobachtungen kurz vor Verschließung des Heiligen Rockes im Jahr 1844. Eine Viertelstunde lang hatte er Gelegenheit, das Gewand zu betrachten. Dabei kam er zu dem Ergebnis, dass das, was er sah, nur eine wertvolle Hülle für die eigentliche und darunter verborgene Tuchreliquie sei. Diese These, die eine rege Debatte entfachte, entspricht zwar dem heutigen Kenntnisstand, löste damals aber heftigste Anfeindungen aus, nicht zuletzt auch, weil die Wallfahrt selbst bereits Gegenstand einer heftigen Debatte gewesen war und Wilmowskys Äußerungen somit in eine erhitzte Atmosphäre fielen. Letztlich führte der Fall zur Entfremdung von Johann Nikolaus von Wilmowsky und dem Domkapitel samt Bischof. Auch die Restaurierung des Trierer Doms verlief nicht ohne Reibungen zwischen dem sensiblen und leicht zu kränkenden Wilmowsky, dem Domkapitel und der Öffentlichkeit, so dass er schließlich verkündete, die Leitung der Arbeiten wegen als anmaßend empfundener Kritik einzustellen.

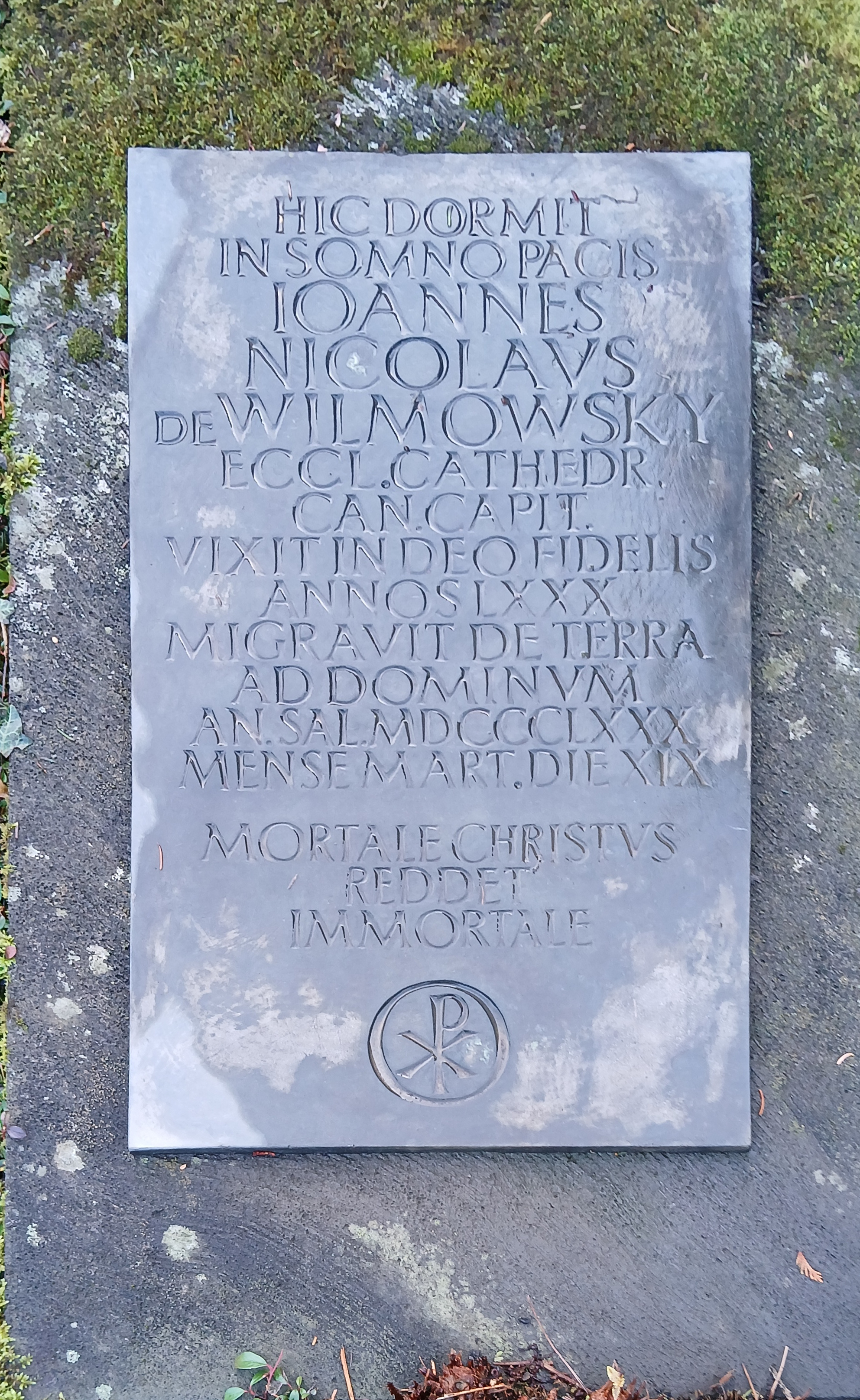
Grabplatte auf dem Friedhof St. Paulin in Trier

Seit 1870 erblindet, wurde der Domherr 1880 deshalb nicht wie üblich im Domkreuzgang beigesetzt, sondern auf dem Friedhof bei St. Paulin.

## Veröffentlichungen (Auswahl)
- Die römischen Moselvillen zwischen Trier und Nennig. Trier 1870 (Digitalisat).
- Der Dom zu Trier in seinen drei Hauptperioden: der römischen, der fränkischen, der romanischen. Trier 1874 (Digitalisat).
- Der heil. Rock. Eine archäologische Prüfung des zur Verhüllung der Reliquie der Tunica des Erlösers verwendeten prachtreichen liturgischen Gewandes im Dome zu Trier nebst einem Berichte über die Sandalen des Erlösers in der Salvatorkirche zu Prüm. Trier 1876 Digitalisat
- Die historisch-denkwürdigen Grabstätten der Erzbischöfe im Dome zu Trier. Trier 1876 (Digitalisat)
- Römische Mosaiken aus Trier und dessen Umgegend. Trier 1888 (Digitalisat).